# Ulrich und Ulrike
Ulrich und Ulrike ist eine in Schwarz-Weiß produzierte Fernsehserie des ZDF, die im Jahr 1966 ausgestrahlt wurde.

## Handlung
Ulrich und Ulrike lernen sich in einem Taxi kennen. Er ist ein taxifahrender Jurastudent, sie ein Mädchen aus gutem Hause. Ulrich verliebt sich sofort in das Mädchen, auch Ulrike findet den Studenten mehr als sympathisch. Wie aber kann man sich wiedersehen? Dem nicht gerade zum Optimismus neigenden Ulrich hilft sein Freund Rolf und sorgt dafür, dass die beiden zueinander finden und ihren gemeinsamen Weg gehen. Allerdings nicht ganz ohne Umwege! Dem Paar steht nicht nur eine zarte Romanze, sondern auch eine äußerst turbulente Zeit bis zum endgültigen Happy End bevor.
Im Laufe der 13 Folgen dieser Serie werden alle  Klischee-Vorstellungen der 1960er Jahre von einer Zweierbeziehung vor der Hochzeit bedient.

## Schauspieler und Rollen
| Schauspieler          | Rolle            |
| --------------------- | ---------------- |
| Hannelore Borns       | Ulrike Dannemann |
| Matthias Fuchs        | Ulrich Richter   |
| Heinz Engelmann       | Herr Dannemann   |
| Käte Pontow           | Frau Dannemann   |
| Fritz von Friedl      | Rolf             |
| Herta Fahrenkrog      | Ruth             |
| Norbert Skalden       | Charles          |
| Erna Raupach-Petersen | Frau Olsen       |
| Henry Vahl            | Herr Olsen       |

## Episoden
| Folge | Titel                      | Erstausstrahlung   |
| ----- | -------------------------- | ------------------ |
| 1     | Das kalte Buffet           | 26. August 1966    |
| 2     | Die Stammkundin            | 2. September 1966  |
| 3     | Theater                    | 9. September 1966  |
| 4     | Der Schlüsseltrick         | 16. September 1966 |
| 5     | Das Märchenbuch            | 23. September 1966 |
| 6     | Die verflixten Ringe       | 30. September 1966 |
| 7     | Doppelt hält besser        | 7. Oktober 1966    |
| 8     | Die geheimnisvolle Schrift | 14. Oktober 1966   |
| 9     | Die Pfeffermühle           | 21. Oktober 1966   |
| 10    | … so ich dir               | 28. Oktober 1966   |
| 11    | Der neue Mieter            | 4. November 1966   |
| 12    | Das alte Buffet            | 11. November 1966  |
| 13    | Kein Tag wie jeder andere  | 18. November 1966  |

## DVD-Veröffentlichung
Die Serie wurde am 29. August 2014 in einer Komplettbox mit allen 13 Episoden von Studio Hamburg Enterprises veröffentlicht.